# Parvilacerta
Parvilacerta – rodzaj jaszczurek z rodziny jaszczurkowatych (Lacertidae).

## Zasięg występowania
Rodzaj obejmuje gatunki występujące w Armenii, Libanie i Turcji.

## Systematyka

### Etymologia
Parvilacerta: łac. parvus „mały”; lacerta „jaszczurka”.

### Podział systematyczny
Do rodzaju należą następujące gatunki: 
- Parvilacerta fraasii (Lehrs, 1910)
- Parvilacerta parva (Boulenger, 1887)